# 潁考叔
颍考叔（？—前712年），中国春秋时期郑国颍邑大夫，稱為「颍封人」。為人至孝，為時人所稱。
前722年，庄公母亲武姜與莊公之弟共叔段合作，發動共叔段之亂，郑庄公討伐弟弟共叔段，共叔段流亡。
庄公把參與叛變的母亲武姜軟禁，並发誓「不及黃泉，毋相見也。」（「不到黄泉不相见」）。庄公後悔，希望能接回母親，又不想要違背誓言。在颍考叔的建议下，让莊公挖了條隧道，能看見黃色的地下水（黃泉），郑庄公和武姜便在“黄泉”相见。
前712年，子都和颍考叔争车，子都怀恨在心，颍考叔在攻打许国最早登上城头，被子都暗中射杀。